# Referenzzinssatz
Der Referenzzinssatz ist im Bankwesen ein Zinssatz, der von neutraler Stelle institutsübergreifend täglich für eine bestimmte Währung und Zinslaufzeit ermittelt wird und im Nichtbankensektor als Bezugs- und Orientierungsgröße anerkannt ist.

## Allgemeines
Weltweit unterscheiden sich Kreditinstitute insbesondere durch die Höhe ihrer Zinsen, seien es Kreditzinsen oder Zinsen für Geldanlagen in einer bestimmten Laufzeit. Einen einheitlichen Zins für eine bestimmte Laufzeit und Währung gibt es daher nicht. Deshalb bestand insbesondere bei großen Transaktionen (wie die Emission von Anleihen oder die Gewährung von Konsortialkrediten) und sonstigen zinstragenden Verträgen das Bedürfnis, einen einheitlichen Zins zu finden, der diese atomistische Intransparenz beseitigt und als repräsentativ angesehen werden konnte. Der Referenzzinssatz hatte daher die Anforderungen zu erfüllen, die an eine anerkannte Bezugsgröße, wie sie häufig für Verträge und aus gesetzlichen Gründen gebraucht wird, gestellt werden.
Im Versicherungswesen, insbesondere bei der Lebensversicherung, wird der Begriff des Referenzzinses anders gebraucht. Er dient der Bestimmung der Zinszusatzreserve und wird über einen Referenzzeitraum von zehn Kalenderjahren als arithmetisches Mittel von Euro-Zinsswapsätzen berechnet (§ 5 Abs. 3 DeckRV).

## Geschichte
Für lange Zeit waren die von den nationalen Zentralbanken einseitig festgelegten Leitzinsen der einzige Referenzzins. Deshalb orientierte man sich in England an der „Minimum Lending Rate“ (genannt „base rate“) der Bank of England, in den USA an der „Prime rate“ der Federal Reserve Bank oder in Deutschland am Diskont- oder später Lombardsatz der Deutschen Bundesbank. Finanztransaktionen wurden an diese Leitzinsen gekoppelt.
Am Finanzplatz London fürchtete man in Bankkreisen jedoch eine Behinderung des Wachstums von Bankgeschäften, so dass man ab Oktober 1984 unter Federführung British Bankers’ Association (BBA), einer Interessenvertretung britischer Banken, Arbeitsgruppen mit dieser Thematik befasste. Zeitgleich einigte sich die deutsche Bankwirtschaft im August 1985 darauf, den FIBOR als DM-Referenzzins zu kreieren.

## Verfahren
Die BBA entwickelte schließlich ein Verfahren, das ab Januar 1986 erstmals den LIBOR zunächst für die drei Währungen Britisches Pfund, US-Dollar und Yen vorstellte. Ziel war es, einen arithmetischen Durchschnittszinssatz in diesen Währungen für bestimmte Laufzeiten zu ermitteln. Zu diesem Zweck wählte die BBA mindestens 8 und höchstens 16 repräsentative Banken mit Sitz in London aus („panel banks“), die täglich ab 11:00 Uhr Londoner Zeit ihre bankinternen Zinssätze (die nicht auf tatsächlichen Transaktionen beruhen müssen) an den Online-Dienst Thomson Reuters melden („Quotierung“), der die unterschiedlichen Zinssätze auswertet. Die gemeldeten Zinsen sind Interbankzinsen, zu denen eine Bank einer anderen Bank Geld (ohne Kreditsicherheiten) auf dem Geldmarkt zum Briefsatz leihen würde. Bei den Meldungen werden jeweils 25 % der höchsten und niedrigsten Zinssätze eliminiert, bevor aus dem Rest von 50 % ein linearer Durchschnitt errechnet wird. Hierdurch wird vermieden, dass die einen Durchschnittswert beeinflussenden Extremwerte berücksichtigt werden und das Bild verfälschen. Dieser Durchschnittszinssatz heißt LIBOR und wird im Auftrag der BBA ab 11:45 Uhr Londoner Zeit von Thomson Reuters online weltweit zur Verfügung gestellt.
Seither hat sich der Kreis der am LIBOR teilnehmenden Währungen auf 10 erhöht, während die Laufzeiten von 1 Tag (Overnight-Money) über 1 Woche bis 12 Monate gestaffelt sind.

## Arten
Der LIBOR war lange Zeit neben den Leitzinsen weltweit der einzige Referenzzins. Neben dem LIBOR und FIBOR haben sich erst spät weitere Referenz- oder Basiszinssätze etabliert. Seit Januar 1999 gibt es den EURIBOR, der inzwischen als ein anerkannter Referenzsatz innerhalb der EWU gilt und auch außerhalb der EWU bei Transaktionen in Euro zugrunde gelegt wird. Er wird technisch wie der LIBOR ermittelt und veröffentlicht. Das gilt auch für den seit Januar 1999 veröffentlichten EONIA, der allerdings auf tatsächlichen Transaktionen beruht und daher als betragsgewichteter Durchschnittszins ermittelt wird. EURIBOR und EONIA wurden von Beginn an vom ACI als Alternative zum LIBOR geplant.
In der Folge des LIBOR haben sich Referenzzinssätze wie CHF-LIBOR (Schweiz), HIBOR (Hongkong), SHIBOR (Shanghai) oder TIBOR (Tokio) mit identischen Ermittlungsritualen entwickelt.
Die EZB veröffentlicht zudem drei Zinssätze, die als Referenzzinssatz angesehen werden können, nämlich den Zinssatz für das Hauptrefinanzierungsgeschäft, die Spitzenrefinanzierungsfazilität und die Einlagefazilität. Auch alle übrigen Leitzinsen internationaler Zentralbanken wie etwa die „Prime rate“ der Federal Reserve Bank, können als Referenzzins angesehen werden.
Der Spareckzins ist ein Referenzzinssatz für Spareinlagen mit einer Kündigungsfrist von drei Monaten. Er dient bei so genannten Barkautionen im Rahmen von Mietverträgen nach § 551 Abs. 3 Satz 1 BGB als gesetzlicher Referenzzinssatz für die Verzinsung der als Sicherheit dienenden Mietkaution.
Für Mietzinsanpassungen aufgrund von Änderungen des Hypothekarzinssatzes gilt in der Schweiz seit September 2008 ein einheitlicher Referenzzinssatz. Dieser stützt sich auf den hypothekarischen Durchschnittszinssatz der Banken.

## Anwendung des Referenzzinses
Bei zinstragenden Transaktionen mit variablen Zinsen und Zinsanpassungsklauseln (insbesondere bei Kreditverträgen oder Geldanlagen, Zinsswaps oder Zinsderivaten wie Zinscap und Zinsfloor und Collars, Floating Rate Notes) wird der Referenzzinssatz in den Verträgen genau definiert, auch die mit ihm verbundene Zinsberechnungsmethode. Gleichzeitig wird ein fester Aufschlag (bei Krediten) oder Abschlag (bei Geldanlagen) zum Referenzzinssatz festgelegt, wobei sich nur eintretende Veränderungen des Referenzzinssatzes auf die Zinshöhe auswirken können. Deshalb wird der EURIBOR sehr häufig für variabel verzinsliche Anleihen genutzt, so dass sie annähernd kein Zinsänderungsrisiko aufweisen.
Aus Referenzzinssätzen kann auch ein Zinsindex ermittelt werden, der als Basiswert bei Zinsderivaten verwendet werden kann.

## Rechtsfragen
In Deutschland ist die Verwendung von Referenzzinssätzen insbesondere im Verbraucherschutz durch die Rechtsprechung anerkannt. Werden bei Privatkunden variable Zinsen berechnet, so dürfen Kreditinstitute das „billige Ermessen“ nach § 315 BGB anwenden. Der BGH verlangt jedoch, dass Zinsanpassungsklauseln im Kreditgeschäft der Angabe der notwendigen Berechnungsparameter bedürfen. Dabei sind als Referenzzinssätze der EURIBOR oder LIBOR geeignet. Wenn sich eine Bank in einem formularmäßigen Kreditvertrag einseitig eine Zinsänderung vorbehält, so ist eine derartige Klausel grundsätzlich dahin auszulegen, dass sie lediglich eine Anpassung (Erhöhung oder Senkung) des Vertragszinses an kapitalmarktbedingte Änderungen der Refinanzierungskonditionen der Bank gemäß § 315 BGB ermöglicht. Eine solche Klausel hält der gerichtlichen Inhaltskontrolle stand.
Bei Geldanlagen mit variabler Verzinsung ist der marktübliche Zins zugrunde zu legen. Bei variabler Zinsvereinbarung muss dann der relative Abstand zwischen dem anfänglichen Vertragszins und dem Referenzzins während der gesamten Laufzeit eines Sparplans gewahrt bleiben.
Der gesetzliche Basiszinssatz des § 247 Abs. 1 BGB verwendet als Bezugsgröße den Zinssatz für die jüngste Hauptrefinanzierungsoperation der Europäischen Zentralbank. Auf ihn bezieht sich eine Vielzahl gesetzlicher Bestimmungen, etwa § 288 Abs. 1 und 2 BGB (Verzugszinsen), Wechsel- und Scheckgesetz, Aktiengesetz oder Zivilprozessordnung.

## Bedeutung
Der Referenzzins gilt international als wichtiges Benchmark, auch um Zinsentwicklungen und -veränderungen besser beurteilen zu können. Er wird volkswirtschaftlichen Analysen über die Zinsentwicklung zugrunde gelegt. Zudem ist er eine bedeutsame Orientierungsgröße für alle Sektoren der Wirtschaft, die ihn bei Planungen einbeziehen. Bei sehr liquiden Geldmärkten gilt der EURIBOR als verlässliche Orientierungsgröße für das Zinsniveau. Mit der Nutzung von Referenzzinsen entfallen Streitigkeiten über die Zugrundelegung bankindividueller Zinssätze, die meist nur schwer nachzuvollziehen sind, und Konflikte über den Zinsveränderungsanlass. Die Vereinbarung eines Referenzzinses schafft eine Automatisierung der Zinsveränderungen, so dass nicht mehr hierüber verhandelt werden muss.
Neben den Leitzinsen der Zentralbanken haben die rechnerisch ermittelten Referenzzinssätze weltweit noch größere Anerkennung als repräsentative Bezugs- und Orientierungsgröße gefunden. Dazu gehört der LIBOR, EURIBOR und EONIA. Sie werden inzwischen in der gesamten Wirtschaft als Bezugszins bei Verträgen mit Zinswirkung verwendet.